# Leonding
Leonding è un comune austriaco di 27 388 abitanti nel distretto di Linz-Land, in Alta Austria; ha lo status di città (Stadt). Vi hanno sede diverse aziende, tra cui il produttore di veicoli antincendio Rosenbauer.